# 1753
1753 (MDCCLIII) a fost un an obișnuit al calendarului gregorian, care a început într-o zi de duminică.

## Arte, știință, literatură și filozofie
- Este fondat British Museum, în Londra, Anglia, primul muzeu național public din lume, de arheologie și antichități.
- Prima mențiune a unui teatru permanent în Timișoara. Un grup de actori germani joacă piese de teatru din mai până în noiembrie. Timișoara devine al treilea oraș din Imperiu, după Viena și Budapesta cu o stagiune teatrală permanentă.

## Nașteri
- 2 septembrie: Marie Josephine Louise de Savoia, soția regelui Ludovic al XVIII-lea al Franței (d. 1810)
- 29 octombrie: Charlotte Stuart, Ducesă de Albany (d. 1789)

## Decese
- 14 ianuarie: George Berkeley  (n. 1685)
- 19 august: Balthasar Neumann  (n. 1687)
- 10 mai: Nicolas Fatio de Duillier  (n. 1664)
- 23 ianuarie: Louise Bénédicte de Bourbon  (n. 1676)
- 9 noiembrie: Karl August, Prinț de Nassau-Weilburg  (n. 1685)
- 18 iunie: Claude François Geoffroy chimist francez (n. 1729)